# MTV Unplugged (álbum de Aterciopelados)
Este concierto fue realizado como parte de la grabación del programa de televisión "MTV Unplugged" para la cadena MTV Latinoamérica con la banda colombiana Aterciopelados como invitados. Fue grabado el 3 de abril de 1997 en Miami Broadcast Center de Miami, Florida, justo al día siguiente del Unplugged de Santa Sabina, igualmente significó el primer programa de este tipo para una banda colombiana. Este concierto, a diferencia de muchos otros "unplugged" no se editó en formato físico (CD o DVD). Por consiguiente, no se lanzó oficialmente al mercado. La dirección de Jeanine Anuel le da ese toque mágico que hace la diferencia. Uno tras otro se muestra el poder de Latinoamérica a través de su música. 
En este recital acústico aparecieron versiones muy buenas de los éxitos más grandes del grupo a la fecha, se incluyó también la versión en español del tema «Play the Game» (Original de Queen) que se convertiría en todo un clásico del grupo y se volvería habitual en el repertorio de la gira la pipa de la paz idea originaria de la joven directora Jeanine Anuel. 
Pese a que no se editó formato físcico de manera oficial (CD ni DVD), si existe un registro del tema «Bolero Falaz» en el álbum Lo mejor de MTV Unplugged.
En enero de 2017 tras 20 años de realizado el concierto se oficializó su inclusión en App gratuita MTV Play, siendo la primera publicación oficial de todo el concierto en algún formato o plataforma digital.

## Publicación no oficial del concierto
En 1997 Aterciopelados se encontraba promocionando el álbum La pipa de la paz, gracias a la acogida y éxito de ventas del álbum en hispanoamericana la cadena MTV invitó al grupo a realizar una sesión Unplugged de sus mejores éxitos y algunos temas del álbum más reciente; si bien el concierto es considerado uno de los mejores de este tipo en la historia a la fecha no se ha publicado oficialmente por razones desconocidas.
Sin embargo, durante varios años sí fue transmitido muchas de veces por el canal MTV Latinoamérica, además era común que se transmitieran algunas canciones en los cortes de la programación, pese a la no publicación oficial de este trabajo es posible acceder a conversiones tipo álbum en Internet con la sesión completa.

## El recital
La preparación para el concierto fue de casi un mes, para este se incluyó dos percusionistas venezolanos y el Rey Vallenato Julián Rojas, las entradas para el concierto fueron repartidas por Kike Posada, director del programa radial Fuego Rock, de Miami; la asistencia fue de al menos 400 personas, entre los detalles técnicos se incluyó 6 cámaras decoración del escenario con terciopelo (muy tradicional en las presentaciones de la banda), la grabación fue de 1 hora 30 minutos aproximadamente, de los 13 temas interpretados, repitieron «Bolero Falaz», «Cosita seria», «Florecita rockera» y «Expreso Amazonia» porque no quedaron bien grabadas. Un detalle poco sabido es que se interpretó también la canción «La Cuchilla» muy popular entre los fanes colombianos y mexicanos del grupo.

## Lista de canciones
- 1.	«Bolero Falaz»
- 2.	«Candela»
- 3.	«Sortilegio»
- 4.	«Miss Panela»
- 5.	«Expreso Amazonia»
- 6.	«Juégale, Apuéstale» («Play the game»)
- 7.	«Florecita Rockera»
- 8.	«La Culpable»
- 9.	«Quemarropa»
- 10.	«Nada Que Ver»
- 11.	«Baracunatana»
- 12.	«No Necesito»
- 13.	«Cosita Seria»
- 14.	«La Cuchilla» (Bonus track)

## Posicionamientos

### Álbum
| Publicación          | País          | Lista                                                       | Año  | Puesto |
| -------------------- | ------------- | ----------------------------------------------------------- | ---- | ------ |
| BuzzFeed             | EUA           | El ranking definitivo de todos los MTV Unplugged en español | 2014 | 23     |
| Revista Kuadro       | México        | Top 10 Mejores Unplugged en español                         | 2015 | 5.º    |
| Rock en las Américas | Latinoamérica | Mejores Unplugged en español                                | 2009 | 10.º   |